# Zhang Hao
Zhang Hao (n. 6 iulie 1984, Harbin, Republica Populară Chineză) este un patinator artistic chinez, medaliat olimpic. A participat la 5 ediții ale Jocurilor Olimpice (2002, 2006, 2010, 2014, 2018) în care a câștigat o medalie de argint.